# Epimeciodes abunda
Epimeciodes abunda är en fjärilsart som beskrevs av Felder 1874. Epimeciodes abunda ingår i släktet Epimeciodes och familjen nattflyn. Inga underarter finns listade i Catalogue of Life.

## Bildgalleri

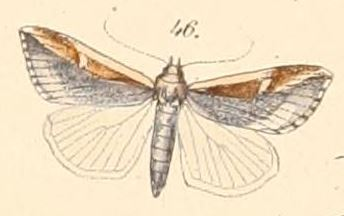